# Saint-Loup-de-Gonois

Saint-Loup-de-Gonois este o comună în departamentul Loiret din centrul Franței. În 1 ianuarie 2018 avea o populație de 107 de locuitori.